# Tutishcainyo
Tutishcainyo es un sitio arqueológico situado cerca de Pucallpa, en la cuenca del río Ucayali, selva amazónica del Perú. 
En 1970, Donald W. Lathrap, en el curso de sus investigaciones realizadas en torno a la laguna de Yarinacocha, encontró en Tutishcainyo muestras de cerámica asociada a cultivadores incipientes. La dividió en dos fases:
- Tutishcainyo Temprano, de 2 000 a 1 800 a. C.
- Tutishcainyo Tardío, de 1 600 a. C. a 1 400 a.C.

Tutishcainyo Temprano sería la más antigua prueba del inicio de la alfarería en el Perú, coincidiendo con el inicio del periodo formativo.
Lathrap sostuvo que Tutishcainyo Temprano dio origen a Wayra-jirca, la fase inicial de la secuencia del desarrollo cerámico de Kotosh, en la sierra de Huánuco (hacia 1 800 a. C.), así como habría influido en la cerámica hallada en la cueva de Las Lechuzas, cerca de Tingo María, de hace 1 600 a. C.
Influenciado sin duda por Julio C. Tello, Lathrap postuló a la llanura amazónica como foco irradiador de la cultura en América.
Otros lugares donde surgió la cerámica en el Antiguo Perú, de acuerdo a los últimos datos con que se cuentan, son dos sitios situados en la costa: Las Haldas, cerca de Casma, aproximadamente 1 800 a. C. y Ancón, al norte de Lima, hacia 1 600 a. C.
Aunque se ha dicho que la aparición de la cerámica en el Perú no fue lo más significativo del inicio del formativo andino, es indudable que debió contribuir a una sustancial mejora de los estándares de vida de los pobladores de esa época, pues gracias a ella la preparación de los alimentos se perfeccionó significativamente, debido a que le fue posible cocinar los alimentos poniendo las vasijas directamente sobre el fuego.